# 최지호
최지호(1980년 11월 9일 ~ )는 대한민국의 배우 겸 모델이다.

## 학력
- 용인대학교 체육학과 태권도선수부

## 출연

### 방송

#### 드라마
- 2007년 tvN 《막돼먹은 영애씨》 - 지호 역
- 2007년 MBC 《개와 늑대의 시간》 - 지라프 역
- 2014년 KBS 2TV 《감격시대: 투신의 탄생》 - 아카 역
- 2014년 tvN 《꽃할배 수사대》 - 신중섭 역
- 2015년 MBC 《위대한 조강지처》 - 찰스 정 역
- 2022년 tvN 《환혼》 - 길주 역

#### 예능
- 2006년 엠넷 《I AM A MODEL MEN》
- 2007년 SBS MTV 《Hip up Boys》
- 2008년 MBC 《공감토크쇼 놀러와》

### 영화
- 2008년 《서양 골동 양과자점 앤티크》 - 남수영 역
- 2010년 《해결사》 - 왕은재 역
- 2010년 《김종욱 찾기》 - 축구 김종욱 역
- 2013년 《박수건달》 - 왕대식 역
- 2015년 《돌연변이》 - 회장 비서 역
- 2017년 《부라더》 - 파견 경찰 역
- 2019년 《롱 리브 더 킹: 목포 영웅》 - 춘택 역

### 공연

#### 연극
- 2011년 《극적인 하룻밤》 - 정훈 역

#### 뮤지컬
- 2008년 《싱글즈》 - 수헌 역
- 2009년 《김종욱 찾기》 - 김종욱 역
- 2010년 《쓰릴 미》 - 그 역
- 2011년 《김종욱 찾기》 - 김종욱 & 첫사랑 역
- 2015년 《그날들》 - 대식 역
- 2023년 《그날들》 - 대식 역 (2023.7.12 ~ 2023.9.3 예술의전당 오페라극장)

### 뮤직비디오
- 2008년 정재형 - 〈러닝〉
- 2009년 플라이 투 더 스카이 - 〈구속〉

### 광고
- 2008년 현대해상 하이카
- 홍콩 노키아, 퍼스널케어, 마카오 은행 지면 모델
- 패션쇼 구찌, 알마니, 나이키, EXR, 라코스테, 돌체앤가바나 모델
- SFAA 컬렉션 - 이주영, 최창호, 노승은

## 수상
- 제2회 한국모델협회 베스트모델상